# تلمبه ولی‌عصر
تلمبه ولی‌عصر یک منطقهٔ مسکونی در ایران است که در دهستان نگار واقع شده‌است. تلمبه ولی‌عصر ۴۱ نفر جمعیت دارد.